# Professional'nyj Basketbol'nyj klub CSKA 2004-2005
Questa voce raccoglie le informazioni riguardanti il Professional'nyj Basketbol'nyj klub CSKA nelle competizioni ufficiali della stagione 2004-2005.

## Stagione
La stagione 2003-2004 del Professional'nyj Basketbol'nyj klub CSKA è la 14ª nel massimo campionato russo di pallacanestro, la Professional'naya basketbol'naya liga.

## Roster
Aggiornato al 21 gennaio 2022
| CSKA Mosca 2004-05 | CSKA Mosca 2004-05 |
| Giocatori          | Staff tecnico      |
| ------------------ | ------------------ |

| N. | Naz.                                        | Ruolo | Nome                 | Anno | Alt.   | Peso   |  |
| -- | ------------------------------------------- | ----- | -------------------- | ---- | ------ | ------ |  |
| 4  | Grecia (bandiera)                           | P     | Theodōros Papaloukas | 1977 | 200 cm | 100 kg |  |
| 5  | Stati Uniti (bandiera)                      | G     | Marcus Brown         | 1974 | 191 cm | 90 kg  |  |
| 6  | Russia (bandiera)                           | AG    | Sergej Panov (C)     | 1970 | 204 cm | 100 kg |  |
| 7  | Australia (bandiera) · Danimarca (bandiera) | C     | David Andersen       | 1980 | 211 cm | 110 kg |  |
| 7  | Russia (bandiera)                           | G     | Igor' Smygin         | 1987 | 197 cm | 92 kg  |  |
| 7  | Russia (bandiera)                           | PG    | Artur Urazmanov      | 1987 | 186 cm | 70 kg  |  |
| 8  | Russia (bandiera)                           | AG    | Jaroslav Korolëv     | 1987 | 208 cm | 106 kg |  |
| 9  | Grecia (bandiera)                           | AG    | Dīmos Ntikoudīs      | 1977 | 206 cm | 108 kg |  |
| 10 | Stati Uniti (bandiera) · Russia (bandiera)  | P     | J.R. Holden          | 1976 | 185 cm | 84 kg  |  |
| 11 | Russia (bandiera)                           | G     | Zachar Pašutin       | 1974 | 196 cm | 92 kg  |  |
| 12 | Russia (bandiera)                           | AP    | Sergej Monja         | 1983 | 202 cm | 97 kg  |  |
| 13 | Estonia (bandiera)                          | AG    | Martin Müürsepp      | 1974 | 208 cm | 108 kg |  |
| 14 | Russia (bandiera)                           | C     | Aleksej Savrasenko   | 1979 | 215 cm | 120 kg |  |
| 15 | Russia (bandiera)                           | A     | Nikita Kurbanov      | 1986 | 202 cm | 95 kg  |  |
| 21 | Stati Uniti (bandiera)                      | G     | Antonio Granger      | 1976 | 201 cm | 98 kg  |  |
| 21 | Russia (bandiera)                           | C     | Anatolij Kaširov     | 1987 | 215 cm | 100 kg |  |
| 23 | Russia (bandiera)                           | G     | Vasilij Zavoruev     | 1987 | 196 cm | 80 kg  |  |

| Allenatore                                                                            |
| - Dušan Ivković                                                                       |
| Assistente/i                                                                          |
| - Ivan Jeremić - Evgenij Pašutin Legenda - (C) Capitano - (IN) Inattivo - Infortunato |

## Mercato

### Sessione estiva
| Acquisti | Acquisti         | Acquisti         | Acquisti   | Acquisti |
| R.a      | Nome             | da               | Modalità   |          |
| -------- | ---------------- | ---------------- | ---------- | -------- |
| AG       | Dīmos Ntikoudīs  | Valencia         | definitivo |          |
| G        | Antonio Granger  | Efes Pilsen      | definitivo |          |
| AG       | Martin Müürsepp  | UNICS Kazan'     | definitivo |          |
| C        | David Andersen   | Mens Sana Siena  | definitivo |          |
| AG       | Jaroslav Korolëv | Avtodor Saratov  | definitivo |          |
| G        | Zachar Pašutin   | Ural Great Perm' | definitivo |          |

| Cessioni | Cessioni           | Cessioni             | Cessioni       | Cessioni |
| R.       | Nome               | a                    | Modalità       |          |
| -------- | ------------------ | -------------------- | -------------- | -------- |
| C        | Dragan Tarlać      |                      | ritirato       |          |
| G        | Anton Judin        | Zenit S. Pietroburgo | fine contratto |          |
| AG       | Viktor Chrjapa     | Portland T. Blazers  | fine contratto |          |
| AG       | Mirsad Türkcan     | Dinamo Mosca         | fine contratto |          |
| C        | Aleksandr Bašminov | PAOK Salonicco       | prestito       |          |
| C        | Victor Alexander   | Al-Qadisiya          | fine contratto |          |
| A        | Valerij Lichodej   | VVS Samara           | fine contratto |          |
| G        | Egor Vjal'cev      | VVS Samara           | fine contratto |          |
| P        | Giorgi Tsintsadze  | VVS Samara           | fine contratto |          |